# King Lear (téléfilm)
Pour les articles homonymes, voir Lear et Le Roi Lear.
Pour plus de détails, voir Fiche technique et Distribution.
King Lear est un téléfilm américano-britannique réalisé par Richard Eyre et diffusée en 2018.

## Fiche technique
- Titre : King Lear
- Réalisation :  Richard Eyre
- Scénario :
- Photographie :
- Pays : Royaume-Uni
- Langue :
- Société de production :
- Société de distribution :
- Date de diffusion  : 
  - 2018

## Distribution
- Anthony Hopkins : Le Roi Lear
- Emma Thompson : Goneril
- Emily Watson : Regan
- Jim Broadbent : Earl of Gloucester
- Florence Pugh : Cordelia
- Jim Carter : Earl of Kent, King's loyalist
- Andrew Scott : Edgar, legitimate son of Earl of Gloucester
- John Macmillan : Edmund, bastard of Earl of Gloucester
- Tobias Menzies : Duke of Cornwall
- Anthony Calf : Duke of Albany
- Karl Johnson : Fool
- Christopher Eccleston : Oswald
- John Standing : Butler